# Гептателлурид эйкозапалладия
Гептателлурид эйкозапалладия — бинарное неорганическое соединение
палладия и теллура
с формулой Pd20Te7,
кристаллы.

## Получение
- В природе встречается минерал кейтконнит — Pd20Te7 с примесями Pb, Bi [1].

- Сплавление стехиометрических количеств чистых веществ:

{\displaystyle {\mathsf {20Pd+7Te\ {\xrightarrow {754^{o}C}}\ Pd_{20}Te_{7}}}}

## Физические свойства
Гептателлурид эйкозапалладия образует кристаллы
тригональной сингонии,
пространственная группа R 3,
параметры ячейки a = 1,1797 нм, c = 1,1172 нм, Z = 3.
Имеет область гомогенности 25,2÷26,5 ат.% теллура.